# Кайрос (альбом)
«Кайрос» — другий студійний альбом співачки Ольги Богомолець. Здебільшого за віршами поетеси Ліни Костенко, Олени Теліги, але і за власними також. Випущений 2006 року лейблом «UKRmusic».

## Композиції
1. «Голос горлиці»
2. «Добрий вечір»
3. «Діалог з часом»
4. «За вікнами»
5. «Матері»
6. «Янголе мій»
7. «Небо в синіх зірках»
8. «Дітям»
9. «Казка»
10. «Ой, на морі»
11. «Танго»
12. «На вокзалі»
13. «Я тим щаслива»
14. «Лісовий шлях»
15. «Мавка»
16. «Ти половець»
17. «Кайрос»
18. «Ясмін»
19. «Вечірнє»
20. «Наш час»
21. «Слова»

Музика — «Ольга Богомолець», слова — переважно Ліна Костенко і Ольга Богомолець.